# Operación Dropshot
La Operación Dropshot era el nombre en clave del Departamento de Defensa de los Estados Unidos para un plan de contingencia en caso de una posible guerra nuclear y convencional con la Unión Soviética (USSR) y sus aliados, con el fin de contrarrestar la anticipada toma soviética de Europa occidental, el Oriente Próximo y partes de Asia Oriental, que se esperaba que ocurriera hacia 1957. El plan fue preparado en 1949 durante las primeras etapas de la Guerra Fría y desclasificado en 1977. El escenario incluía el uso de armas nucleares desarrolladas en la Segunda Guerra Mundial para ser usadas contra Japón, sin embargo, no se esperaba que éstas desempeñaran un papel decisivo.
En ese momento, el arsenal nuclear estadounidense era de tamaño limitado, estaba ubicado principalmente en Estados Unidos y dependía de bombarderos para su lanzamiento. La operación incluiría 300 bombas nucleares y 29.000 bombas de alto explosivo en 200 objetivos en 100 ciudades (entre esas Moscú y Leningrado) y pueblos para acabar con el 85% del potencial industrial de la Unión Soviética de un solo golpe en orden de prevenir un contraataque soviético. Entre 75 y 100 de las 300 armas nucleares estaban destinadas a destruir aviones de combate soviéticos en tierra.
El escenario fue ideado antes del desarrollo de los misiles balísticos intercontinentales e incluso incluía la nota de que todo el plan quedaría invalidado si los cohetes se convirtieran en un medio barato y eficaz de transportar armas nucleares.
El gobierno de Estados Unidos quería lograr la operación antes que la Unión Soviética desarrollara sus propias bombas nucleares, sin embargo, para agosto de 1949 la USSR detonó su primera bomba nuclear, la RDS-1, en el sitio de pruebas de Semipalátinsk en Kazajistán y después se descubrió que el físico alemán Klaus Fuchs, quien llevaba años trabajando en el proyecto atómico estadounidense, había colaborado como espía para la USSR, por lo cual fue detenido. Por estos dos hechos, Dropshot, que nunca fue aprobado, fue retirado en febrero de 1951 y reemplazado por Reaper, un plan que anticipaba una guerra en 1954.
Posteriormente, los documentos fueron desclasificados y publicados como Dropshot: The American Plan for World War III Against Russia in 1957.